# New Amsterdam: Live at Heineken Music Hall
New Amsterdam: Live at Heineken Music Hall es el segundo álbum en vivo de Counting Crows y fue lanzado el 20 de junio de 2006 en Geffen Records. Fue grabado el 4 y 6 de febrero de 2003.

## Lista de canciones
1. "Rain King" - 7:24
2. "Richard Manuel Is Dead" - 4:00
3. "Catapult" - 3:42
4. "Goodnight LA" - 4:30
5. "Four White Stallions" - 4:12
6. "Omaha" - 3:50
7. "Miami" - 5:12
8. "Hazy" (Duritz/Hayes) - 2:55
9. "Good Time" - 5:14
10. "St. Robinson in His Cadillac Dream" - 5:21
11. "Perfect Blue Buildings" - 5:05
12. "Hanginaround" - 5:30
13. "Goodnight Elisabeth" - 8:14
14. "Hard Candy" - 4:54
15. "Holiday in Spain" - 4:45
16. "Mr. Jones" (en la versión del RU)
17. "Blues Run the Game" (extra vendido por Barnes and Noble)
18. "Big Yellow Taxi" (extra vendido por Best Buy)
19. "Black and Blue" (iTunes extra)

## Arte de la portada
El arte de la portada fue diseñado por el artista estadounidense Felipe Molina.
- Datos: Q781554